# Femme jouant de la guitare (Renoir)
Femme jouant de la guitare, aussi appelé Joueuse de guitare ou La Guitariste, est un tableau de Auguste Renoir réalisé en 1897. Cette huile sur toile de 81 × 65 cm est conservée au musée des Beaux-Arts de Lyon.

## Description
Le tableau montre une femme assise dans un fauteuil rouge en train de jouer de la guitare de la même couleur rouge. Vêtue comme une Espagnole, elle porte une mousseline aux teintes blanches avec des gros nœuds de couleur rose. Son pied droit repose sur un coussin  posé à terre devant le fauteuil.

## Histoire
Renoir a réalisé plusieurs tableaux de joueurs de guitare et empreints d'un classicisme inédit dans sa carrière ; ici, il s'inspire du travail de Camille Corot, de Titien et de Rubens. Le tableau fut l'un des premiers acquis par Paul Durand-Ruel et vendu au musée en 1901 ; il fut présenté à ce titre lors de l'exposition Durand-Ruel - Le pari de l'impressionnisme qui eut lieu en 2013 au musée du Luxembourg à Paris.